# Philiris grandis
Philiris grandis är en fjärilsart som beskrevs av Grose-smith 1899. Philiris grandis ingår i släktet Philiris och familjen juvelvingar. Inga underarter finns listade i Catalogue of Life.